# Mary Lacy
Mary Lacy (Inglaterra, Kent, 1740 - Deptford, 1801) foi uma marinheira, constructora naval e escritora autobiográfica britânica. Provavelmente foi a primeira mulher a receber um certificado de Carpinteira naval e posteriormente uma pensão do Marinha Real Britânica.

## Biografia
Mary Lacy nasceu em Wickham, Kent, em 1740 em uma família pobre.
Aos doze anos começou a trabalhar como empregada doméstica. Em 1759, aos dezanove, fugiu de casa vestida de homem e, nesse mesmo ano, incorporou-se como ajudante de construção naval na Marinha Real Britânica, a bordo do navio Sandwich. Para isso, adotou o nome de William Chandler, “William” era o nome do pai e “Chandler”, o apelido de solteira da mãe.
Mary manteve a identidade de William Chandler até se retirar em 1771.
Após ter adoecido em terra e o navio Sandwich não ter aguardado seu retorno, passou a integrar a frota do navio de guerra Royal Sovereign, no qual permaneceu até 1763.
Em 1763, entrou a trabalhar como aprendiz de carpintaria naval em um estaleiro de Portsmouth, obtendo o certificado de carpinteira naval em 1770.
No entanto, em 1771, teve de deixar o trabalho devido ao reumatismo de que sofria. Solicitou uma pensão ao Almirantado Britânico com seu nome legal, Mary Lacy, que lhe foi concedida após demonstrar que servira na Marinha durante 11 anos disfarçada de homem.
Mary Lacy faleceu em 1801 e foi enterrada em St Paul's, Deptford, Kent, em 3 de maio de 1801.

## Autobiografia e inconsistências
Toda a informação sobre a vida de Mary Lacy chegou até nós através de sua autobiografia, publicada em 1773 sob o título The History of the Female Shipwright, e foi confirmada por documentos oficiais e investigações posteriores.
A autobiografia foi reeditada em 2008 pelo Museu Nacional Marítimo do Reino Unido. Nesse mesmo ano, a editora britânica FireShip Press publicou The Lady Tars: The Autobiographies of Hannah Snell, Mary Lacy and Mary Anne Talbot. Uma compilação de três autobiografias de mulheres que se fizeram passar por homens, no caso da Mary Lacy e da Hannah Snell para servir na Marinha Real Britânica e, no caso de Mary Anne Talbot, para ser pirata.
A autobiografia da Mary Lacy aporta uma completa perspetiva da sua vida na Marinha Real Britânica. No entanto, apenas existem registros sobre sua vida após se aposentar.
Os últimos dois parágrafos do livro relatam que, em 25 de outubro de 1772, Mary Lacy casou-se com Thomas Slade. No entanto, os investigadores Suzanne Stark, David Cordingly e Beatriz Domenech apontam inconsistências nessas informações, que contrastam com o restante da obra, onde Mary mantém relações exclusivamente com mulheres, sugerindo que esse final pode ter sido redigido intencionalmente para se adequar aos convencionalismos da época.

## Obras publicadas
- 1773 - The history of the female shipwright; or, Life and extraordinary adventures of Mary Lacy, giving an account of her leaving her parents disguised as a man; serving four years at sea, seven years apprenticeship in Portsmouth Dock-Yard. With the means which led to a discovery of her sex; when she obtained her discharge, and was allowed a pension by government. Written by herself. [10]